# Josué Enríquez
Edwin Josué Enríquez Franco (* 9. November 1994 in Guatemala-Stadt) ist ein guatemaltekischer Squashspieler.

## Karriere
Josué Enríquez spielte 2013 erstmals vermehrt auf der PSA World Tour und gewann auf dieser bislang drei Titel. Seine höchste Platzierung erreichte er mit Rang 91 am 14. November 2022. Bei Zentralamerika- und Karibikspielen gewann er bislang vier Bronzemedaillen: 2014 und 2018 belegte er jeweils Rang drei im Doppel- und im Mannschaftswettbewerb. Bei den Panamerikanischen Spielen 2023 in Santiago de Chile gewann Enríquez mit seinem Bruder Alejandro Enríquez im Doppel die Bronzemedaille.

## Erfolge
- Gewonnene PSA-Titel: 3
- Panamerikanische Spiele: 1 × Bronze (Doppel 2023)
- Zentralamerika- und Karibikspiele: 4 × Bronze (Doppel 2014 und 2018, Mannschaft 2014 und 2018)